# Сухановка (Пензенская область)
Сухановка — село в Кузнецком районе Пензенской области. Входит в состав Яснополянского сельсовета.

## География
Село расположено в восточной части области на расстоянии примерно в 4 километрах по прямой к юго-востоку от районного центра Кузнецка.
Часовой пояс
Село Сухановка как и вся Пензенская область, находится в часовой зоне МСК (московское время). Смещение применяемого времени относительно UTC составляет +3:00.

## Население
| 1859 | 1911  | 1926  | 1930  | 1939  | 1959 | 1979 |
| ---- | ----- | ----- | ----- | ----- | ---- | ---- |
| 111  | ↗432  | ↗656  | ↗1306 | ↘1138 | ↘649 | ↗901 |
| 1989 | 1996  | 2002  | 2010  |       |      |      |
| ↗998 | ↗1026 | ↘1011 | ↘1000 |       |      |      |

Национальный состав
Согласно результатам переписи 2002 года, в национальной структуре населения русские составляли 86 % из 1011 чел..

## Видео
- Село Сухановка с квадрокоптера (2022)